# Thijs Zeeman
Thijs Jacob Zeeman (Alkmaar, 3 november 1982) is een Nederlands journalist en presentator.

## Levensloop
Zeeman begon zijn tv-carrière in 2010 bij AT5. Hij is bekend van onder andere Zendtijd PowNed op Nederland 3. In 2014 maakte hij de overstap van PowNed naar SBS, waar hij verschillende programma's voor SBS6 presenteert. Het eerste programma dat hij voor hen presenteerde is Red mijn vakantie!, waarin hij samen met Rob Geus vakantiegangers helpt. Hij nam hier de presentatie over van Alberto Stegeman.
Van 2016 tot en met 2020 presenteerde Zeeman het SBS6-programma Gestalkt, dit had hij ook van Stegeman overgenomen. In dit programma stond Zeeman slachtoffers van stalking bij en deed hij onderzoek naar de dader, die hij in het bijzijn van de camera confronteert met zijn of haar praktijken. In 2016 presenteerde Zeeman het programma Boeven uit de bouw.
Voor zijn documentaire De zaak Frank Masmeijer, volgde Zeeman Frank Masmeijer een jaar lang. Zeeman en Masmeijer botsten geregeld en de laatste was verre van content met het eindresultaat.
In 2019 maakte Zeeman de overstap naar RTL 5. In het najaar van 2020 presenteerde hij zijn eerste programma voor die zender, getiteld Zeeman confronteert: stalkers. Dit programma heeft dezelfde opzet als Gestalkt. Het programma ging daarna verder als Zeeman confronteert.
Zeeman nam deel aan het in 2022 uitgezonden realityprogramma Special Forces VIPS, waarbij hij probeerde een door commando's opgezet trainingsprogramma te doorlopen.
Thijs Zeeman is de jongere broer van AZ-directeur Merijn Zeeman.

## Televisie
| Televisie als presentator | Televisie als presentator          | Televisie als presentator | Televisie als presentator              |
| Jaar                      | Programma                          | Zender                    | Opmerkingen                            |
| ------------------------- | ---------------------------------- | ------------------------- | -------------------------------------- |
| 2012                      | Zendtijd PowNed                    | PowNed                    | Een van de presentatoren               |
| 2014-2016                 | Red mijn vakantie!                 | SBS6                      | Presentatieduo met Rob Geus            |
| 2016-2020                 | Gestalkt                           | SBS6                      | Drie seizoenen                         |
| 2016                      | Boeven uit de bouw                 | SBS6                      | Eén seizoen                            |
| 2017                      | De zaak Frank Masmeijer            | SBS6                      | Eén seizoen                            |
| 2017                      | Team Vermissingen                  | SBS6                      | Een van de presentatoren               |
| 2019                      | De mysterieuze dood van Ivana Smit | SBS6                      | Documentaire                           |
| 2019                      | Betrapt!                           | SBS6                      | Eén seizoen met Jens Olde Kalter       |
| 2020-heden                | Zeeman confronteert: stalkers      | RTL 5                     | Presentator, eerste programma voor RTL |
| 2021-heden                | Zeeman confronteert                | RTL 5                     | Presentator                            |
| Televisie als deelnemer   |                                    |                           |                                        |
| Jaar                      | Programma                          | Zender                    | Opmerkingen                            |
| 2016                      | De Slimste Mens                    | NPO 2                     | Vijf afleveringen                      |
| 2017                      | Kroongetuige                       | RTL 4                     | Viel als derde af                      |
| 2021                      | De Verraders                       | Videoland                 | Verrader in het tweede seizoen         |
| 2022                      | Special Forces VIPS                | Videoland                 | Viel als derde af                      |
| 2024                      | Het Jachtseizoen: Most Wanted      | Videoland                 | Gepakt in aflevering 3                 |